# مطار توريت
مطار توريت هو مطار يخدم توريت في جنوب السودان.